# Guillermo Dutra
Guillermo Dutra da Silveira Bentos (Tacuarembó, Uruguay, 1 de septiembre de 1982) es un futbolista uruguayo. Juega de mediocampista y su actual equipo es el Tacuarembo, que milita en la Segunda División Profesional de Uruguay.

## Clubes
| Club                | País    | Año         |
| ------------------- | ------- | ----------- |
| Tacuarembó FC       | Uruguay | 2001 - 2007 |
| Cerro               | Uruguay | 2007 - 2008 |
| Tacuarembó FC       | Uruguay | 2008 - 2011 |
| Deportivo Maldonado | Uruguay | 2011 - 2012 |
| Torque              | Uruguay | 2012 - 2016 |